# Formula–1 brit nagydíj

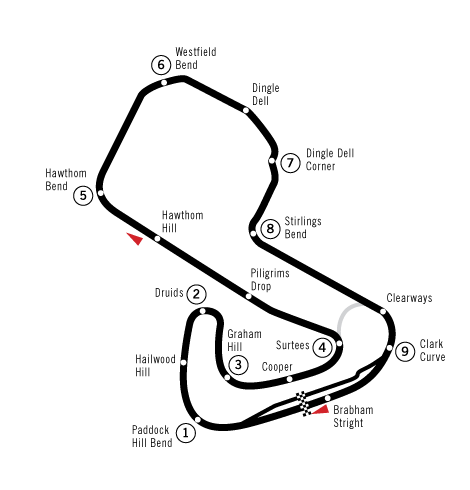
Brands Hatch

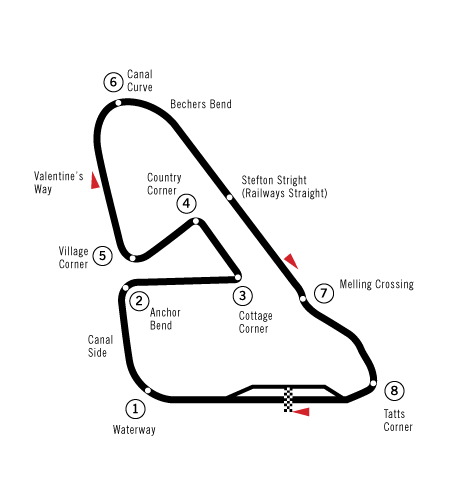
Aintree Circuit

A brit nagydíjat 1950 óta évente megszakítás nélkül rendezik az Egyesült Királyságban. Az olasz nagydíj mellett az egyetlen, melyet a Formula–1 alapítása óta megszakítás nélkül rendeznek. 1950-től 1954-ig a Silverstone-i pályán rendezték meg a versenyeket. 1955 és 1963 között a Liverpool melletti Aintree Racecourse adott otthont felváltva Silverstone-nal az szigetország nagydíjának. 1964 és 1986 között a Londontól nem messze fekvő Brands Hatchben került szintén Silverstone-nal felváltva megrendezésre a brit nagydíj. 1987 óta rendezik ismét a futamokat Silverstone-ban. 2008. július 4-én Bernie Ecclestone és Max Mosley (az FIA elnöke) bejelentette, hogy 2010-től Donington Park rendezi meg a brit nagydíjat, de a verseny maradt a modernizált silverstone-i pályán. 2020-ban a COVID-19 világjárvány miatt zárt kapuk mögött, nézők nélkül rendezték meg a versenyhétvégét, továbbá ebben az évben a felforgatott versenynaptár miatt egy második futamot is rendeztek ugyanitt egy héttel az első után 70. évforduló nagydíj néven, megünnepelvén a Formula–1 70 éves fennállását.

## Szponzorok
- RAC British Grand Prix 1950–1971, 1994–1999
- John Player British Grand Prix 1972–1978
- Marlboro British Grand Prix 1979–1985
- Shell Oils British Grand Prix 1986–1989
- Fosters British Grand Prix 1990–1993, 2000–2006
- Santander British Grand Prix 2007–2017
- Rolex British Grand Prix 2018–2019
- Pirelli British Grand Prix 2020–2021
- Lenovo British Grand Prix 2022
- Aramco British Grand Prix 2023
- Qatar Airways British Grand Prix 2024-

## Győztesei
| Év      | Versenyző                 | Konstruktőr         | Pálya        | Összefoglaló |
| ------- | ------------------------- | ------------------- | ------------ | ------------ |
| 2025    | Lando Norris              | McLaren-Mercedes    | Silverstone  | Összefoglaló |
| 2024    | Lewis Hamilton            | Mercedes            | Silverstone  | Összefoglaló |
| 2023    | Max Verstappen            | Red Bull-Honda RBPT | Silverstone  | Összefoglaló |
| 2022    | Carlos Sainz Jr.          | Ferrari             | Silverstone  | Összefoglaló |
| 2021    | Lewis Hamilton            | Mercedes            | Silverstone  | Összefoglaló |
| 2020[1] | Max Verstappen            | Red Bull-Honda      | Silverstone  | Összefoglaló |
| 2020[1] | Lewis Hamilton            | Mercedes            | Silverstone  | Összefoglaló |
| 2019    | Lewis Hamilton            | Mercedes            | Silverstone  | Összefoglaló |
| 2018    | Sebastian Vettel          | Ferrari             | Silverstone  | Összefoglaló |
| 2017    | Lewis Hamilton            | Mercedes            | Silverstone  | Összefoglaló |
| 2016    | Lewis Hamilton            | Mercedes            | Silverstone  | Összefoglaló |
| 2015    | Lewis Hamilton            | Mercedes            | Silverstone  | Összefoglaló |
| 2014    | Lewis Hamilton            | Mercedes            | Silverstone  | Összefoglaló |
| 2013    | Nico Rosberg              | Mercedes            | Silverstone  | Összefoglaló |
| 2012    | Mark Webber               | Red Bull-Renault    | Silverstone  | Összefoglaló |
| 2011    | Fernando Alonso           | Ferrari             | Silverstone  | Összefoglaló |
| 2010    | Mark Webber               | Red Bull-Renault    | Silverstone  | Összefoglaló |
| 2009    | Sebastian Vettel          | Red Bull-Renault    | Silverstone  | Összefoglaló |
| 2008    | Lewis Hamilton            | McLaren-Mercedes    | Silverstone  | Összefoglaló |
| 2007    | Kimi Räikkönen            | Ferrari             | Silverstone  | Összefoglaló |
| 2006    | Fernando Alonso           | Renault             | Silverstone  | Összefoglaló |
| 2005    | Juan Pablo Montoya        | McLaren-Mercedes    | Silverstone  | Összefoglaló |
| 2004    | Michael Schumacher        | Ferrari             | Silverstone  | Összefoglaló |
| 2003    | Rubens Barrichello        | Ferrari             | Silverstone  | Összefoglaló |
| 2002    | Michael Schumacher        | Ferrari             | Silverstone  | Összefoglaló |
| 2001    | Mika Häkkinen             | McLaren-Mercedes    | Silverstone  | Összefoglaló |
| 2000    | David Coulthard           | McLaren-Mercedes    | Silverstone  | Összefoglaló |
| 1999    | David Coulthard           | McLaren-Mercedes    | Silverstone  | Összefoglaló |
| 1998    | Michael Schumacher        | Ferrari             | Silverstone  | Összefoglaló |
| 1997    | Jacques Villeneuve        | Williams-Renault    | Silverstone  | Összefoglaló |
| 1996    | Jacques Villeneuve        | Williams-Renault    | Silverstone  | Összefoglaló |
| 1995    | Johnny Herbert            | Benetton-Renault    | Silverstone  | Összefoglaló |
| 1994    | Damon Hill                | Williams-Renault    | Silverstone  | Összefoglaló |
| 1993    | Alain Prost               | Williams-Renault    | Silverstone  | Összefoglaló |
| 1992    | Nigel Mansell             | Williams-Renault    | Silverstone  | Összefoglaló |
| 1991    | Nigel Mansell             | Williams-Renault    | Silverstone  | Összefoglaló |
| 1990    | Alain Prost               | Ferrari             | Silverstone  | Összefoglaló |
| 1989    | Alain Prost               | McLaren-Honda       | Silverstone  | Összefoglaló |
| 1988    | Ayrton Senna              | McLaren-Honda       | Silverstone  | Összefoglaló |
| 1987    | Nigel Mansell             | Williams-Honda      | Silverstone  | Összefoglaló |
| 1986    | Nigel Mansell             | Williams-Honda      | Brands Hatch | Összefoglaló |
| 1985    | Alain Prost               | McLaren-TAG         | Silverstone  | Összefoglaló |
| 1984    | Niki Lauda                | McLaren-TAG         | Brands Hatch | Összefoglaló |
| 1983    | Alain Prost               | Renault             | Silverstone  | Összefoglaló |
| 1982    | Niki Lauda                | McLaren-Cosworth    | Brands Hatch | Összefoglaló |
| 1981    | John Watson               | McLaren-Cosworth    | Silverstone  | Összefoglaló |
| 1980    | Alan Jones                | Williams-Cosworth   | Brands Hatch | Összefoglaló |
| 1979    | Clay Regazzoni            | Williams-Cosworth   | Silverstone  | Összefoglaló |
| 1978    | Carlos Reutemann          | Ferrari             | Brands Hatch | Összefoglaló |
| 1977    | James Hunt                | McLaren-Cosworth    | Silverstone  | Összefoglaló |
| 1976    | Niki Lauda                | Ferrari             | Brands Hatch | Összefoglaló |
| 1975    | Emerson Fittipaldi        | McLaren-Cosworth    | Silverstone  | Összefoglaló |
| 1974    | Jody Scheckter            | Tyrrell-Cosworth    | Brands Hatch | Összefoglaló |
| 1973    | Peter Revson              | McLaren-Cosworth    | Silverstone  | Összefoglaló |
| 1972    | Emerson Fittipaldi        | Lotus-Cosworth      | Brands Hatch | Összefoglaló |
| 1971    | Jackie Stewart            | Tyrrell-Cosworth    | Silverstone  | Összefoglaló |
| 1970    | Jochen Rindt              | Lotus-Cosworth      | Brands Hatch | Összefoglaló |
| 1969    | Jackie Stewart            | Matra-Cosworth      | Silverstone  | Összefoglaló |
| 1968    | Jo Siffert                | Lotus-Ford          | Brands Hatch | Összefoglaló |
| 1967    | Jim Clark                 | Lotus-Cosworth      | Silverstone  | Összefoglaló |
| 1966    | Jack Brabham              | Brabham             | Brands Hatch | Összefoglaló |
| 1965    | Jim Clark                 | Lotus-Climax        | Silverstone  | Összefoglaló |
| 1964    | Jim Clark                 | Lotus-Climax        | Brands Hatch | Összefoglaló |
| 1963    | Jim Clark                 | Lotus-Climax        | Silverstone  | Összefoglaló |
| 1962    | Jim Clark                 | Lotus-Climax        | Aintree      | Összefoglaló |
| 1961    | Wolfgang von Trips        | Ferrari             | Aintree      | Összefoglaló |
| 1960    | Jack Brabham              | Cooper-Climax       | Silverstone  | Összefoglaló |
| 1959    | Jack Brabham              | Cooper-Climax       | Aintree      | Összefoglaló |
| 1958    | Peter Collins             | Ferrari             | Silverstone  | Összefoglaló |
| 1957    | Stirling Moss Tony Brooks | Vanwall             | Aintree      | Összefoglaló |
| 1956    | Juan Manuel Fangio        | Lancia-Ferrari      | Silverstone  | Összefoglaló |
| 1955    | Stirling Moss             | Mercedes-Benz       | Aintree      | Összefoglaló |
| 1954    | José Froilán González     | Ferrari             | Silverstone  | Összefoglaló |
| 1953    | Alberto Ascari            | Ferrari             | Silverstone  | Összefoglaló |
| 1952    | Alberto Ascari            | Ferrari             | Silverstone  | Összefoglaló |
| 1951    | José Froilán González     | Ferrari             | Silverstone  | Összefoglaló |
| 1950    | Giuseppe Farina           | Alfa Romeo          | Silverstone  | Összefoglaló |

## Legsikeresebb versenyzők
| Győzelmek | Versenyző             | Győztes évek                                         |
| --------- | --------------------- | ---------------------------------------------------- |
| 9         | Lewis Hamilton        | 2008, 2014, 2015, 2016, 2017, 2019, 2020, 2021, 2024 |
| 5         | Jim Clark             | 1962, 1963, 1964, 1965, 1967                         |
| 5         | Alain Prost           | 1983, 1985, 1989, 1990, 1993                         |
| 4         | Nigel Mansell         | 1986, 1987, 1991, 1992                               |
| 3         | Jack Brabham          | 1959, 1960, 1966                                     |
| 3         | Niki Lauda            | 1976, 1982, 1984                                     |
| 3         | Michael Schumacher    | 1998, 2002, 2004                                     |
| 2         | José Froilán González | 1951, 1954                                           |
| 2         | Alberto Ascari        | 1952, 1953                                           |
| 2         | Stirling Moss         | 1955, 1957                                           |
| 2         | Jackie Stewart        | 1969, 1971                                           |
| 2         | Emerson Fittipaldi    | 1972, 1975                                           |
| 2         | Jacques Villeneuve    | 1996, 1997                                           |
| 2         | David Coulthard       | 1999, 2000                                           |
| 2         | Fernando Alonso       | 2006, 2011                                           |
| 2         | Sebastian Vettel      | 2009, 2018                                           |
| 2         | Mark Webber           | 2010, 2012                                           |

Megjegyzés:
- ↑ 1:  — 2020-ban két brit nagydíjat rendeztek két egymást követő hétvégén a koronavírus-járvány miatt törölt futamok pótlása végett. A második futam a 70. évforduló nagydíja néven szerepelt a versenynaptárban.

## Külső hivatkozások
- Silverstone hivatalos honlapja
- Motorsport-Total.com